# Тундра островів півдня Індійського океану
Тундра островів півдня Індійського океану (ідентифікатор WWF: AN1104) — антарктичний екорегіон тундри, розташований на субантарктичних островах Індійського океану.

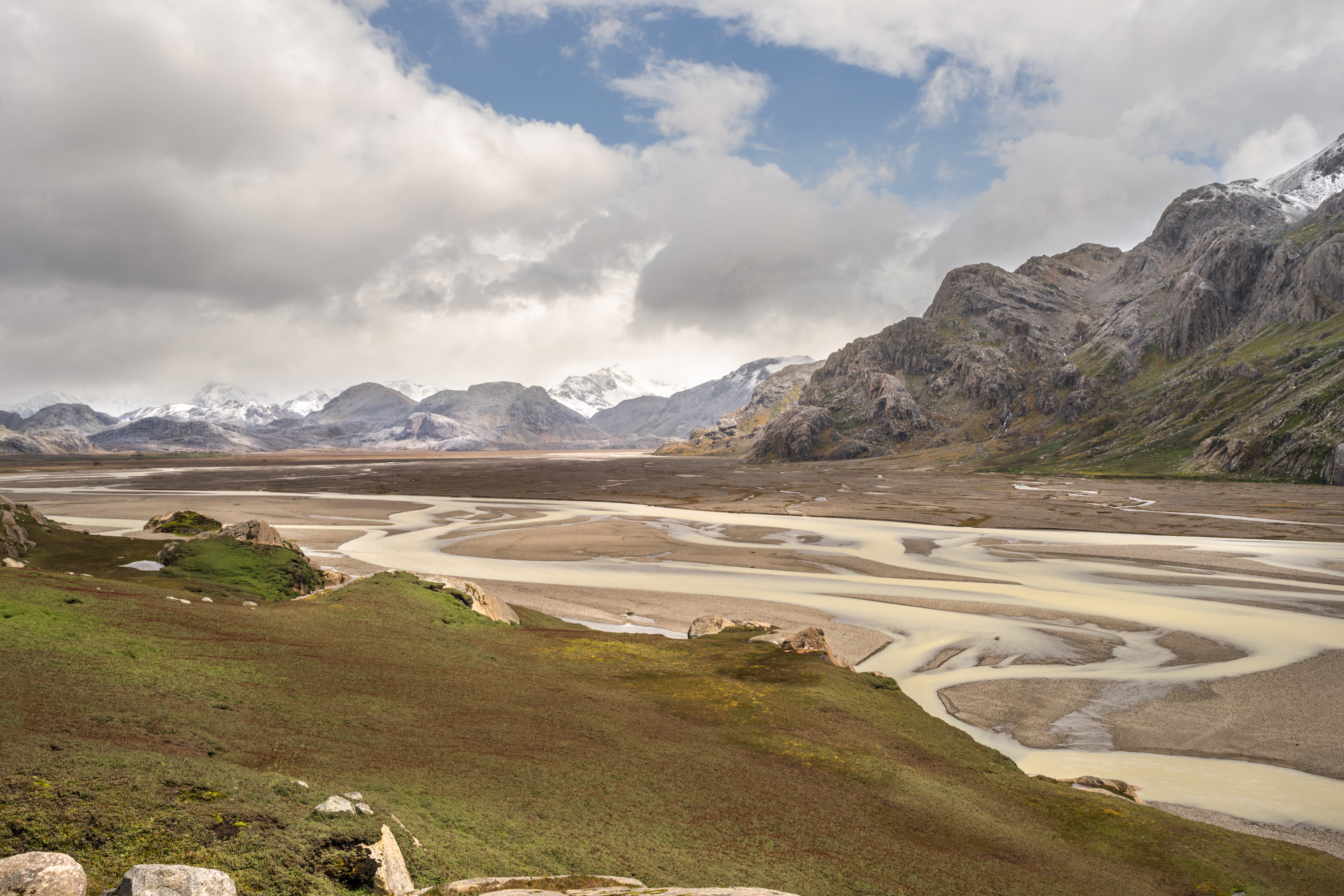
Долина Лармор на південному заході острова Гранд-Тер (Кергелен)

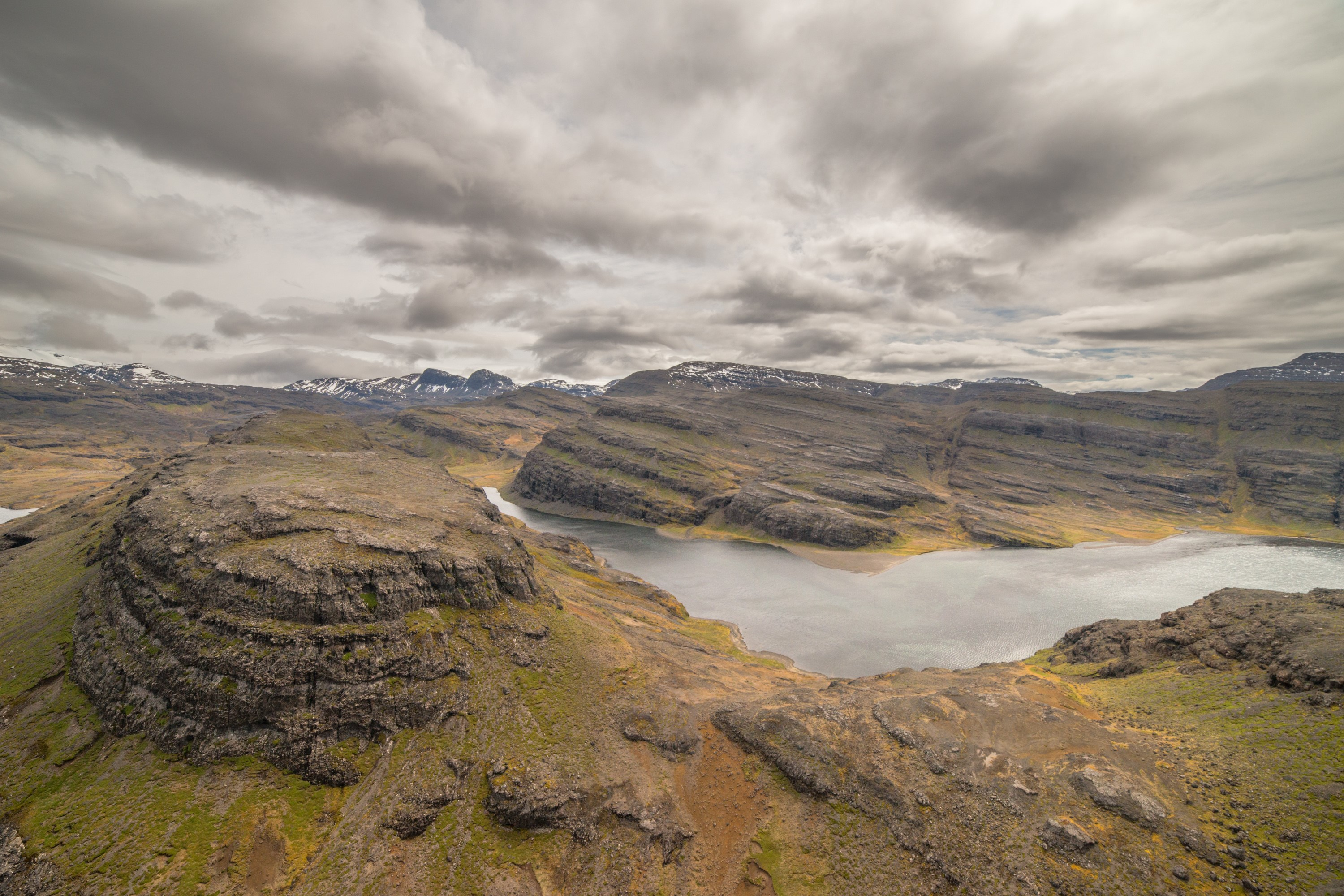
Ландшафт Кергелену

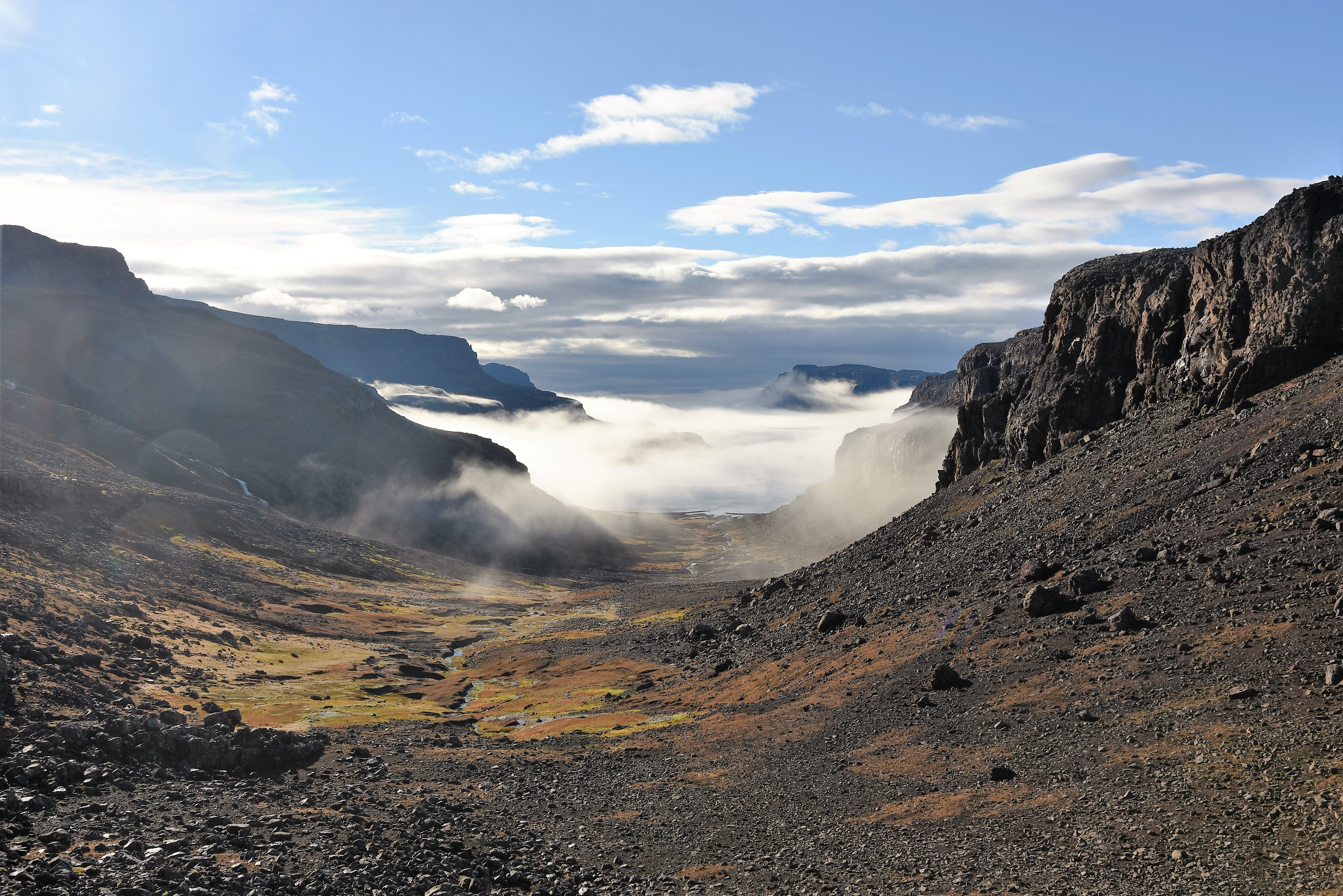
Долина Кергелену

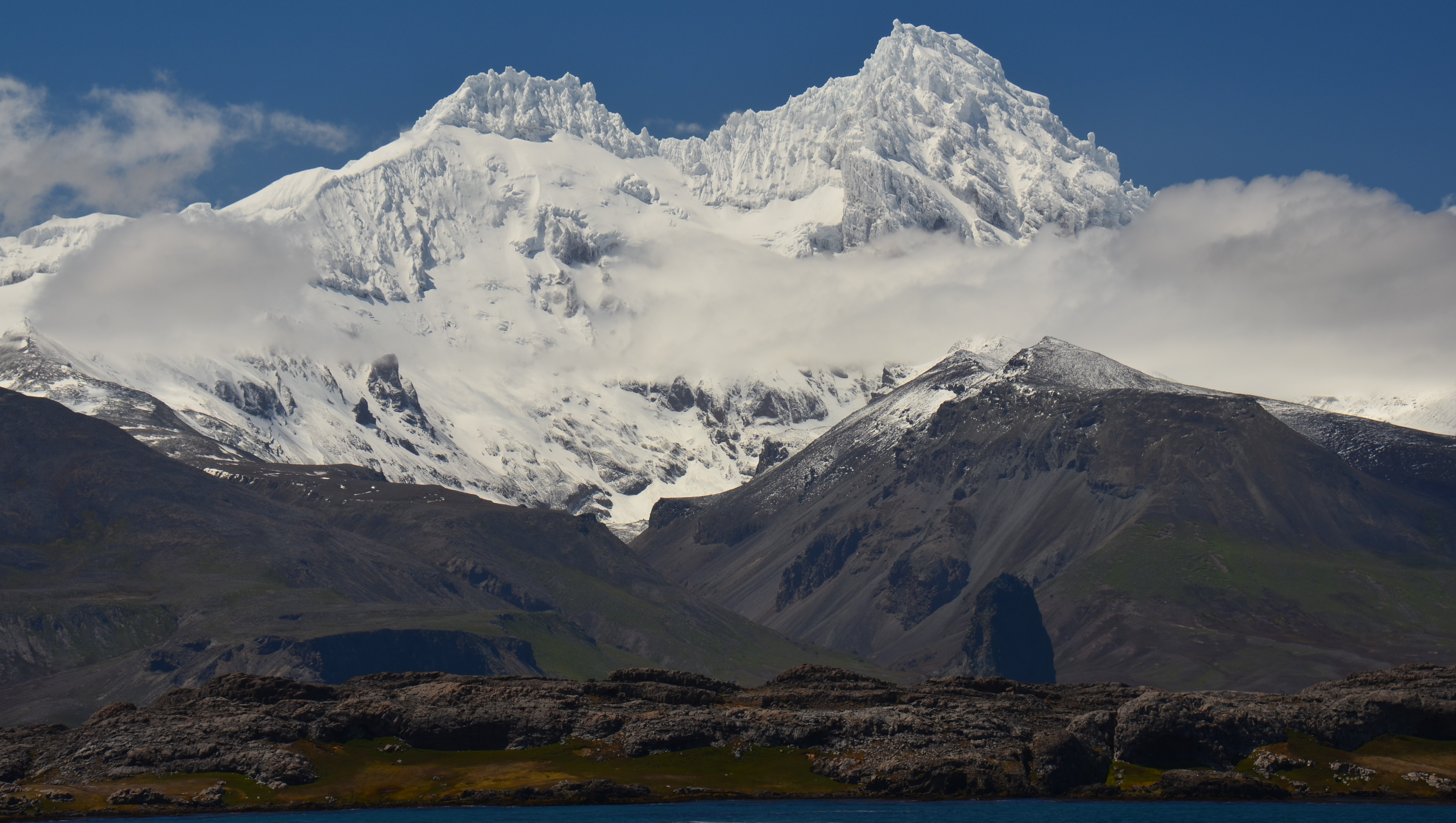
Гора Росса на Кергелені

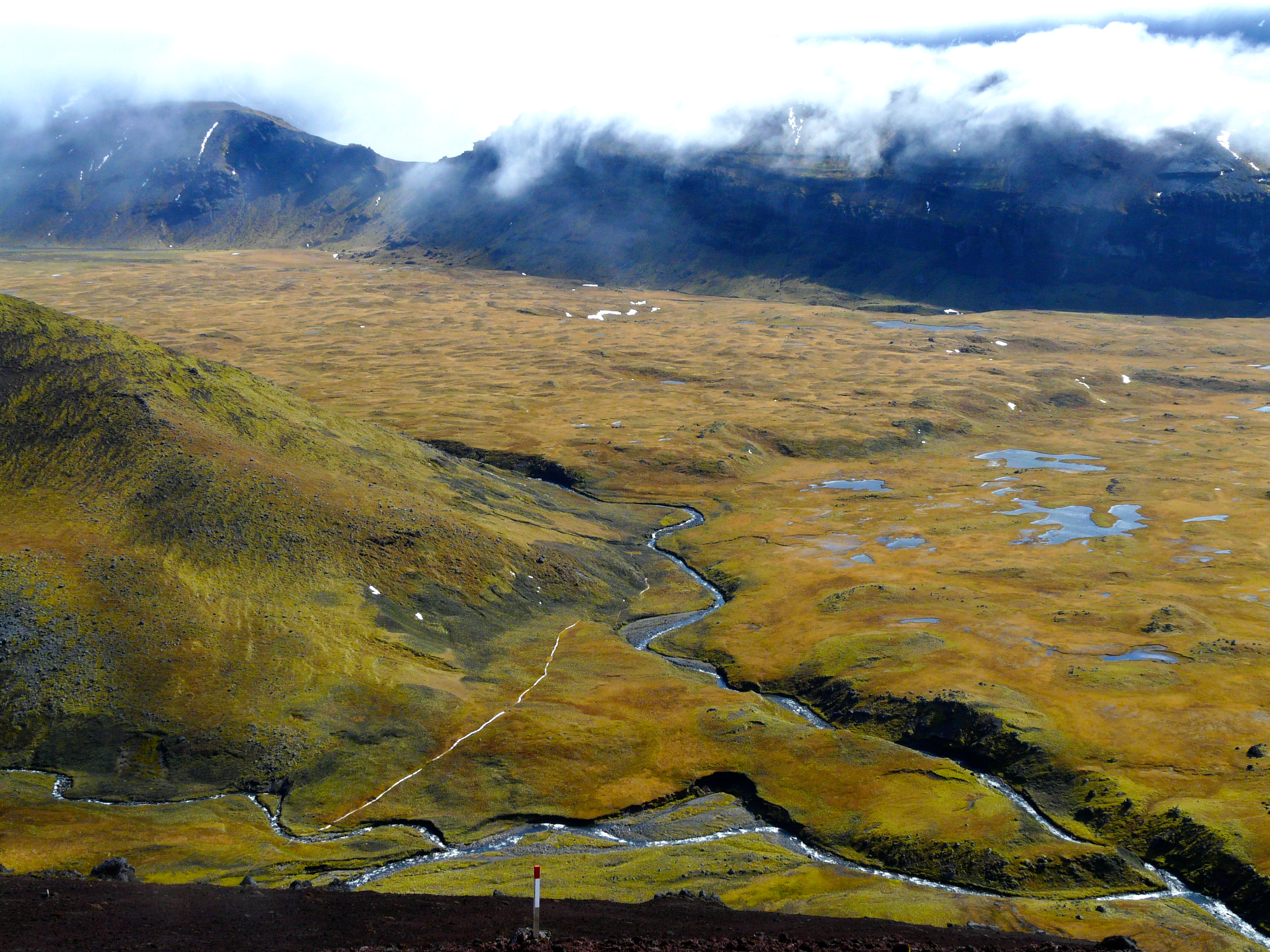
Тундра на острові Іль-де-ла-Посесьон

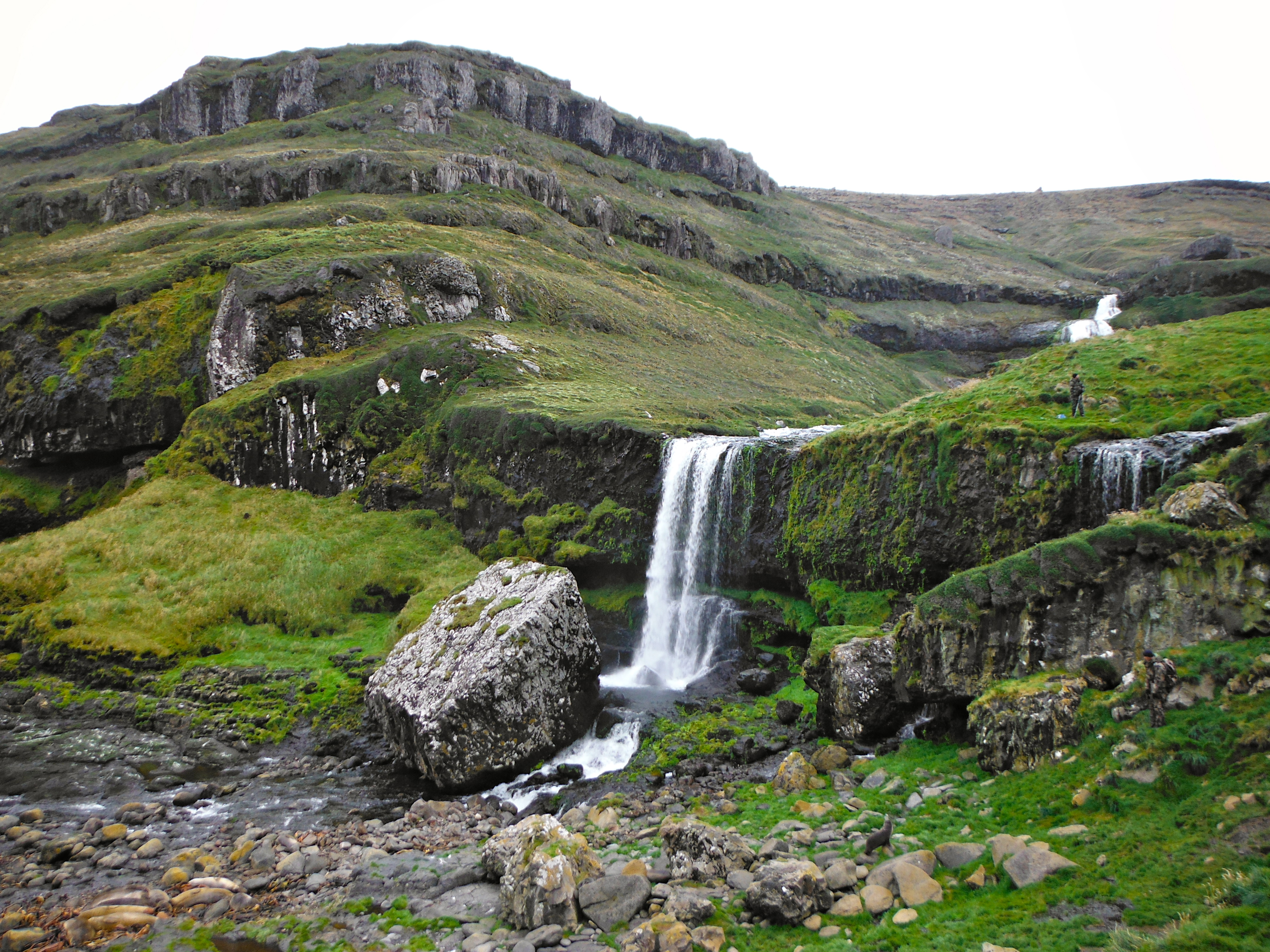
Ландшафт острова Іль-де-ла-Посесьон

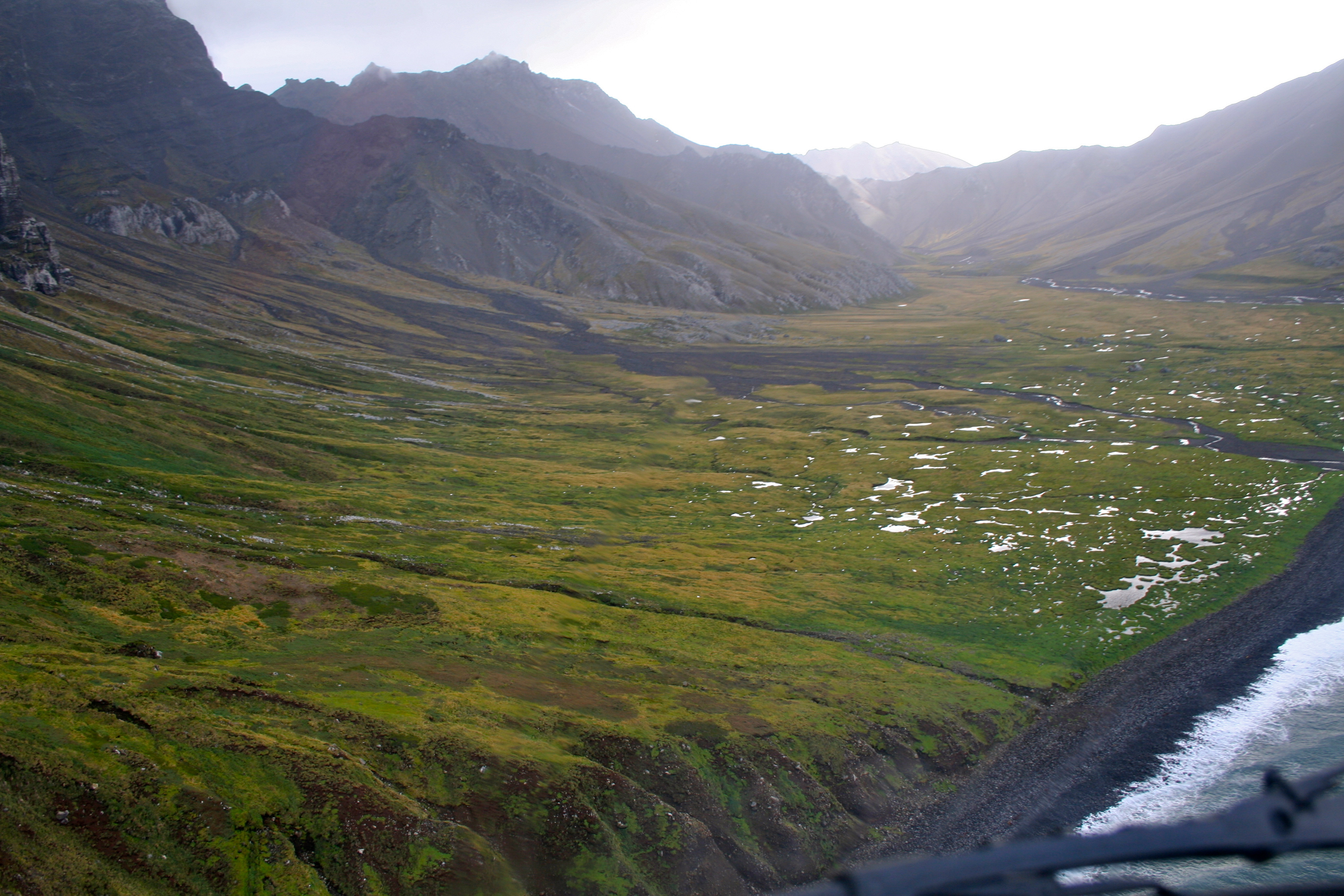
Ландшафт острова Іль-де-л'Ест

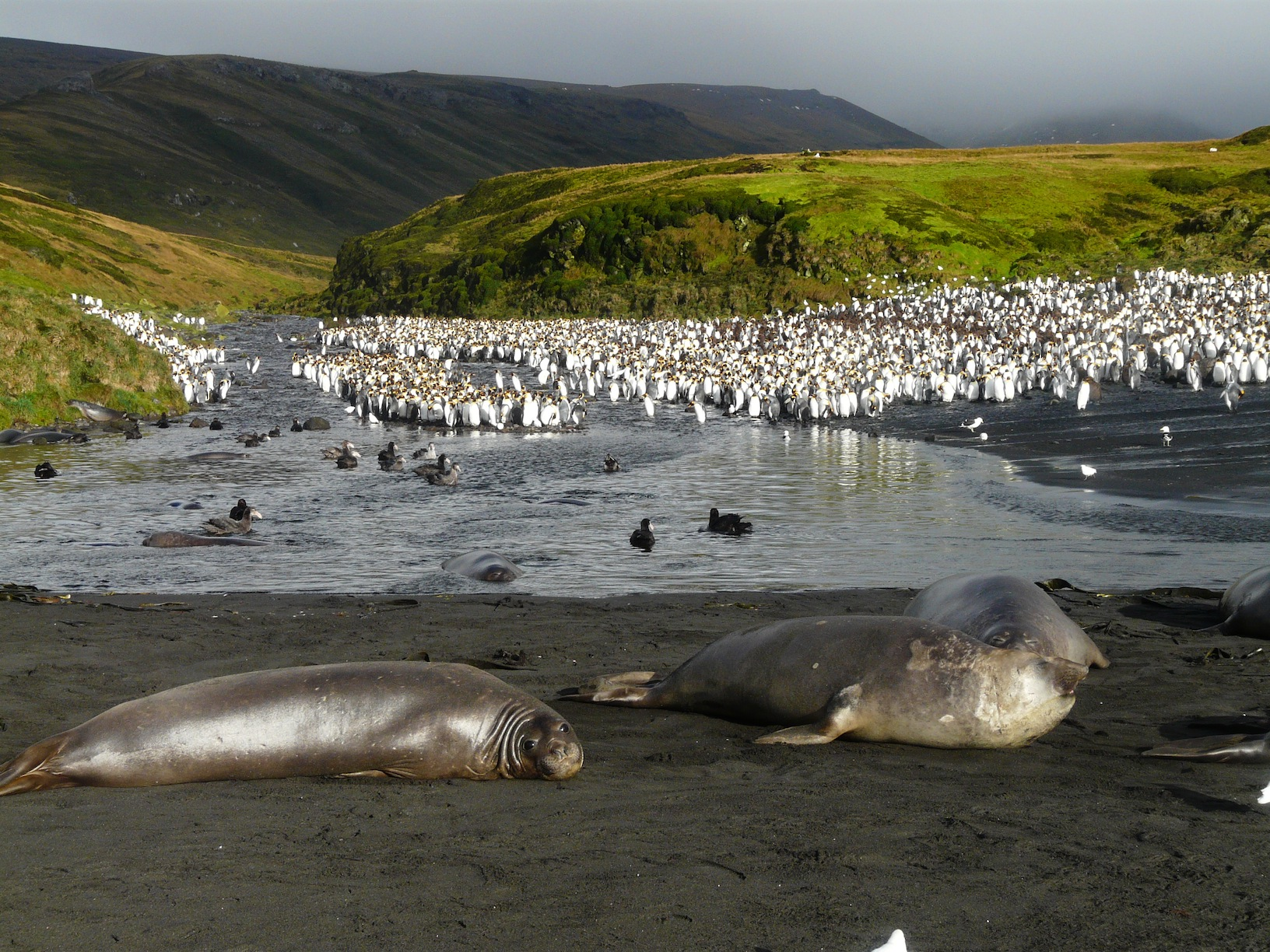
Узбережжя острова Іль-де-ла-Посесьон

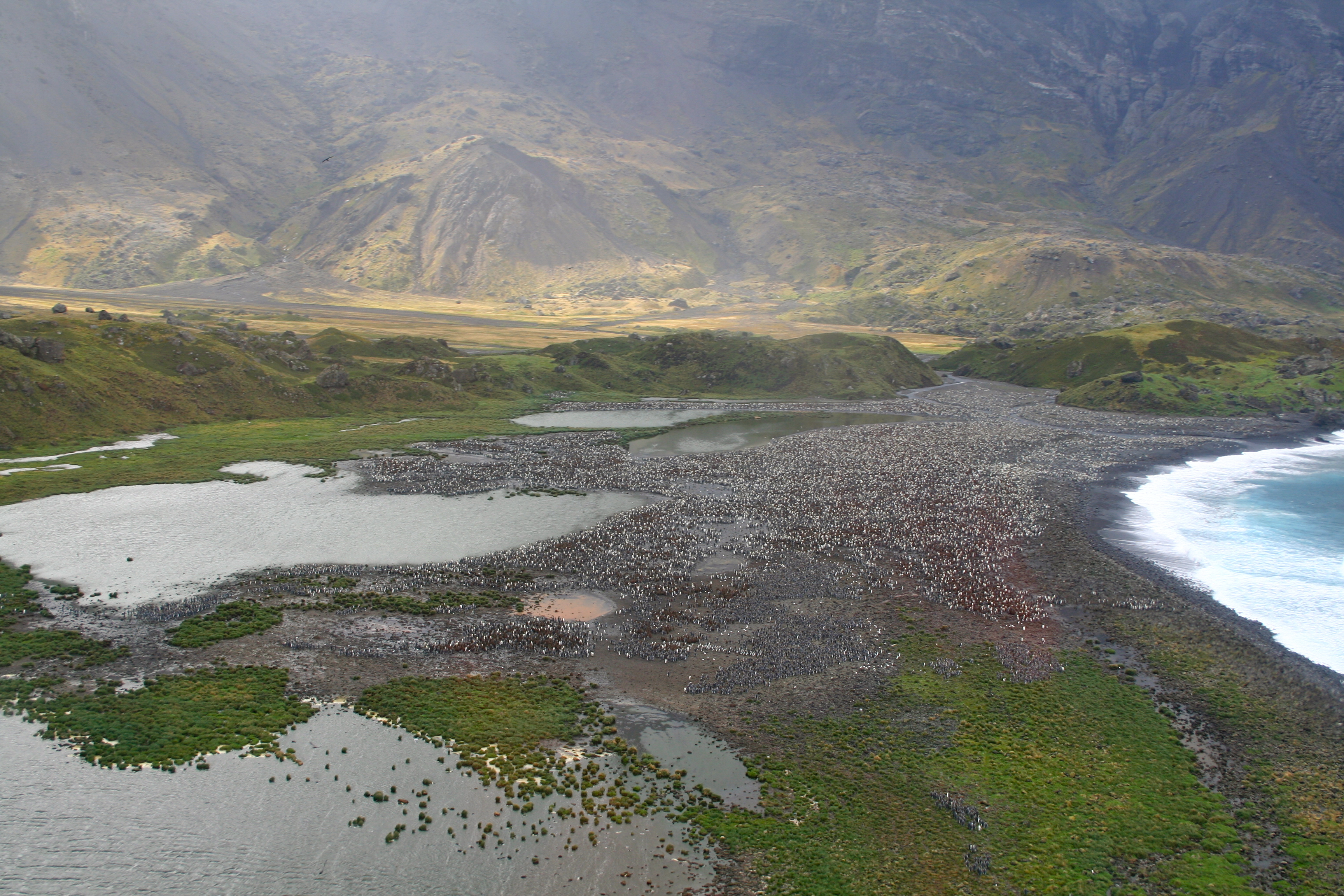
Колонія пінгвінів на островах Крозе

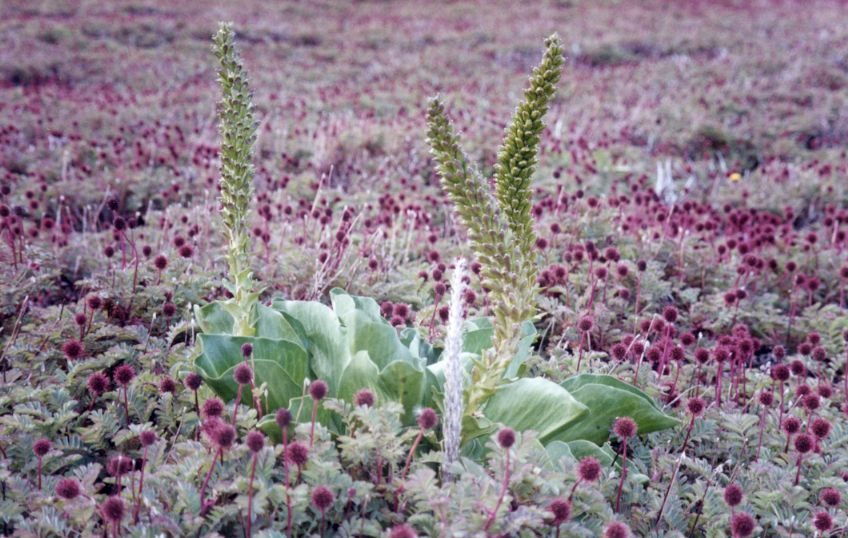
Кергеленська капуста серед заростей Acaena

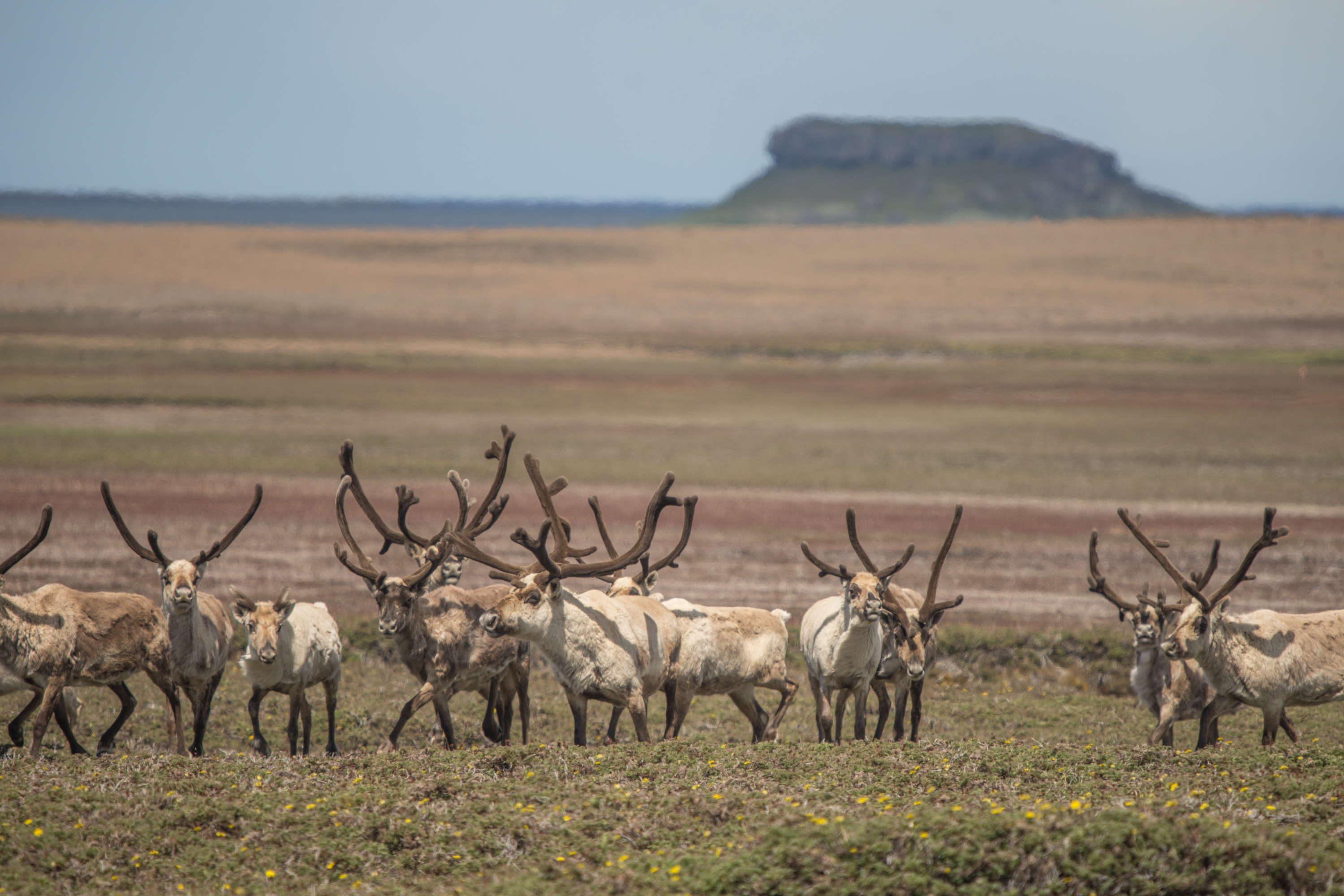
Північні олені на Кергелені

## Географія
Екорегіон тундри островів Індійського океану охоплює низку субантарктичних островів, розташованих у південній частині Індійського океану. Він включає острови Принца Едварда, що належать Південно-Африканській Республіці, острови Крозе та Кергелен, які є частиною Французьких Південних і Антарктичних Територій, а також острови Герд і Макдональд, які є зовнішньою територією Австралії.
Найзахіднішою частиною екорегіону є острови Маріон та Принс-Едуард площею 290 км² та 45 км² відповідно, розташовані приблизно за 1750 км на південний схід від міста Гебеха в ПАР та за 2300 км на північ від Антарктиди. Обидва острова мають вулканічне походження і є вершинами щитового вулкана, розташованого приблизно по центру Західно-Індійського підводного хребта на межі Африканської та Антарктичної літосферних плит. Острови Принца Едварда є наймолодшими островами екорегіону: їхній вік оцінюється у 270 000 років для острова Маріон та у 215 000 років для острова Принца Едварда.
Раніше вважалося, що вулкани островів Принс-Едуард є згаслими, однак у 1980 та 2004 роках на острові Маріон відбулися невеликі виверження.  На островах зустрічається два типи застиглої лави: більш стара сіра лава віком 270 000-48 000 років та більш молода чорна лава віком молодше 15 000 років. Узбережжя островів представлені стрімкими скелями, а пляжів на них дуже мало. Найвищою вершиною острова Маріон є пік Маскарін заввишки 1230 м, а острова Принца Едварда — пік Ван-Зіндерен-Баккера заввишки 675 м. Вулканічні, бідні на азот ґрунти острова Маріон утворилися в голоцені. Постійні водойми на островах Принс-Едуард відсутні, більшість води, що випадає на них у вигляді опадів, стікає в океан. Раніше на вершині острова Маріон лежав льодовик, однак за останні десятиліття він зник внаслідок глобального потепління.
Архіпелаг Крозе розташований приблизно за 1000 км на схід від островів Принца Едварда. Він складається з п'яти вулканічних островів загальною площею 352 км², які утворюють дві групи островів — західну та східну, розділені западиною Індіват глибиною 2 км. Західна група складається з островів Іль-о-Кошон, Іль-де-Пінгуен та Ілот-де-Апотр, а східна група — з островів Іль-де-ла-Посесьон та Іль-де-л'Ест. Два східні острови є найстарішими в архіпелазі, їх вік становить приблизно 8 мільйонів років. Серед островів західної групи острів Кошон має вік 0,4 мільйони років, острів Пінгвінів — 1,1 мільйони років, а Апостольські острови — 5,5 мільйонів років. 
Найбільшим островом архіпелагу Крозе є Іль-де-ла-Посесьон або острів Володіння. Його площа становить 150 км², а висота його найвищої вершини, піку Дю-Маскарін — 934 м. Другим за величиною островом є Іль-де-л'Ест або Східний острів. Його площа становить 130 км², а стрімкі скелясті схили гори Маріона дю Френа підіймаються на висоту 1090 м. Цей глибоко розсічений щитовий вулкан складається з двох базальтових одиниць: нижньої та верхньої, розділеної пірокластичним горизонтом. Острів Кошон є третім за величиною островом площею 67 км². Цей острів являє собою вершину вулканічного конуса, яка підіймається на 770 м над рівнем моря. Острови Іль-де-Пінгуен та Ілот-де-Апотр мають площу 3 км² і 2 км² та досягають висоти 340 та 289 м над рівнем моря відповідно.
Архіпелаг Кергелен, розташований приблизно за 1300 км на схід від островів Крозе, за 3300 км на південний схід від Мадагаскару, за 4000 км на південний захід від Австралії та за 2000 км на північ від Антарктиди, є найбільшою частиною екорегіону загальною площею 7215 км². Він складається з острова Гранд-Тер площею 6675 км², що становить 92,5 % від загальної площі архіпелагу, та близько 300 дрібних острівців. Острів Гранд-Тер порізаний численними глибокими фіордами та затоками. В західній частині острова лежить льодовик Кука площею приблизно 500 км², а в південній частині Гранд-Тера — гора Росса, найвища вершина острова, також вкрита льодовиком. Архіпелаг Кергелен являє собою вершину підводного Кергеленського плато вулканічного походження. Його вік становить приблизно 39 мільйонів років, а 85 % поверхні вкрито базальтовою лавою.
Острів Герд площею 368 км² розташований приблизно за 440 км на південний схід від Кергелену. Він складається з двох поєднаних між собою стратовулканів — діючого вулкана Біг-Бен, найвищою вершиною якого є пік Моусон заввишки 2745 м, та вулкана Діксон, найвищою вершиною якого є пік Анзак заввишки 715 м. Діксон утворює півострів Лоренс, поєднаний з рештою острова вузьким перешийком. Вулкани Біг-Бен та Діксон вкривають льодовики, які в кількох місцевостях спускаються до узбережжя. Більшу частину острова складають базальти, а ґрунтів на острові Герд є дуже мало. На заході та сході острова Герд розташовані пляжі з чорного вулканічного піску.
Приблизно в 40 км на захід від острова Герд розташовані острови Макдональд, що включають острів Макдональд та скелю Меєр. Раніше до невеликого архіпелагу входив також острів Флет, однак внаслідок виверження вулкана Макдональд він був поєднаний з основною частиною острова. Площа островів Макдональд становить 2,45 км², а їх найвищою вершиною є Максвел-Гілл заввишки 230 м. Острови Герд та Макдональд, як і острови Кергелен, є вершинами Кергеленського плато.

## Клімат
Незважаючи на те, що острови екорегіону лежать у помірних широтах, на них переважає холодний тундровий клімат (ET за класифікацією кліматів Кеппена), на який значний вплив здійснює навколишній океан. На островах Принца Едварда середньорічна температура становить 4-6 °C. Максимальна температура, зафіксована на цих островах, становить 25,6 °C, а мінімальна — -6,9 °C. На архіпелазі Крозе середньорічна температура становить 5,3 °C, середня літня температура — 7,9 °C, а середня зимова температура — 2,9 °C. Середньорічна кількість опадів тут становить близько 2900 мм. На Кергелені середньорічна температура становить 5,2 °C, а середньорічна кількість опадів — понад 1100 мм. Клімат Кергелену характеризується постійно високою хмарністю та значною вологістю. Протягом всього року в регіоні дмуть надзвичайно сильні західні вітри, відомі як "ревучі сорокові". 

## Флора
Рослинний покрив прибережних ділянок екорегіону представлений тундрою, у якій переважають невисокі трав'янисті рослини. Схили вулканів мають більш розріджений рослинний покрив, представлений купинами трави, мохами та лишайниками, що ростуть на кам'янистому ґрунті. У низинних районах, зокрема поблизу струмків, на торф'яних ґрунтах зустрічаються ділянки болотної рослинності, що складається переважно з мохів. Дерева та кущі на островах екорегіону відсутні.
Природний рослинний покрив низинних ділянок Кергелену представлений товстим суцільним килимом, утвореним подушкоподібними азореллами (Azorella selago), між якими подекуди зустрічаються інші рослини, такі як знаменитна кергеленська капуста (Pringlea antiscorbutica), яку в минулому їли моряки для профілактики цинги. Азорелли мають подушкоподібну форму росту, адаптовану до повільного росту у бідних на поживні речовини умовах. За рік рослина утворює щільний шар, який накладається на шари, утворені у попередні роки. Подушки азорелли можуть перевищувати 1 м у товщину, а сусідні рослини можуть поєднуватися, утворюючи суцільний покрив. Ходити по такій рослинності дуже важко і шкідливо для самої азорелли. З іншого боку, це ніжне середовище є ідеальним місцем гніздування для деяких видів морських птахів, які риють нори серед подушок азорелли.
На відміну від наземної рослинності, яка дуже слабо розвинена, морська флора екорегіону процвітає. Вона включає велетенські бурі водорості: велетенську ламінарію (Macrocystis pyrifera), яка утворює цілі водоростеві ліси, та кочаюйо (Durvillaea antarctica), яка вкриває більшість скелястих берегів.
Велетенські ламінарії є одними з найбільших морських водоростей. Цей вид може досягати 50 м у довжину і утворює підводні ліси, прикріплюючись до твердого дна у мілководній неритовій зоні. Прикріплені до дна розгалуженими ризоїдами, водорості підіймаються до поверхні океану у вигляді колон, складених з кількох десятків переплетених таломів, після чого розповзаються по поверхні завдяки поплавцям, розташованим біля основи кількох частин водоростей, схожих на гофровані листи. Ламінарієві ліси можуть вкривати значні території, де навігація практично неможлива, оскільки тонкі стрічки водоростей можуть заплутуватися в гвинтах кораблів і блокувати їх. У водоростевих лісах Кергелену мешкає відносно невелика кількість хребетних тварин, натомість зустрічається багато різнокольорових безхребетних, а також різноманітні червоні водорості. Шторми регулярно зривають велику кількість гігантських водоростей, які викидаються на берег і гниють на пляжах, утворюючи мати, товщина яких може досягати кількох метрів. Ці викинуті на берег водорості є важливою частиною місцевої екосистеми.
Більшість судинних рослин екорегіону є широко поширеними видами, які зустрічаються по всій Субантарктиці. Серед ендемічних судинних рослин, поширених в екорегіоні, слід відзначити туссок Кука (Poa cookii), кергеленський туссок (Poa kerguelensis), кергеленську перлинницю (Colobanthus kerguelensis) та кергеленську капусту (Pringlea antiscorbutica). Також ендеміками регіону є маріонський багаторядник (Polystichum marionense), поширений на островах Принс-Едуард та Крозе, жовтець Мослі (Ranunculus moseleyi), поширений на островах Принс-Едуард, Крозе та Кергелен, кергеленська ліаллія (Lyallia kerguelensis), поширена на Кергелені, та оленячий язик Ранда (Elaphoglossum randii), поширений на острові Маріон. 
Серед інших рослин, поширених на островах екорегіону, слід відзначити магелланську ацену (Acaena magellanica), подушкоподібну азореллу (Azorella selago), мускусний товстолист (Crassula moschata), перисту лептінеллу (Leptinella plumosa) та магелланську мітлицю (Agrostis magellanica), а також папороть Austroblechnum penna-marina. Флора екорегіону також включає низку ендемічних лишайників та печіночників.

## Фауна
Субантарктичні острови екорегіону характеризуються низьким різноманіттям місцевої біоти, яка складається переважно з безхребетних — лускокрилих, довгоносиків, павуків, наземних равликів Notodiscus hookeri тощо. Острівні екосистеми, особливо у випадку молодих вулканічних островів, вирізняються відносно простими харчовими мережами, коли на кожному трофічному рівні спостерігається небагато видів. Окремі ключові види є більш важливими, ніж інші. Морським прикладом тут виступає маріонська креветка (Nauticaris marionis), найпоширеніший і найчисленніший вид ракоподібних на островах Принца Едуарда, який відіграє дуже важливу роль у тому, щоб первинна продукція океану стала доступною для головних хижаків острова, передусім для пінгвінів. Літоральним прикладом виступає молюск Nacella delesserti, різновид морських блюдечок з неспеціалізованим раціоном. Цей вид є єдиним великим безхребетним, який живе на берегах острова Маріон і є ключовою здобиччю для багатьох видів тварин. Наземним прикладом виступає нелітаюча маріонська міль (Pringleophaga marioni), яка відіграє важливу роль у вивільненні поживних речовин із мертвого рослинного матеріалу.
Деякі доступні екологічні ніші в екосистемах островів можуть бути не заповнені через ізоляцію, у якій вони еволюціонували, а також через їх відносну молодість. Крім того, представники місцевої біоти можуть бути не найкращим чином пристосовані до своїх екологічних ніш. Такі острівні види-генералісти особливо вразливі до конкуренції з боку більш спеціалізованих видів, які еволюціонували в більш конкурентних континентальних екосистемах.
На островах екорегіону утворюють гніздові колонії рідкісні види альбатросів, зокрема мандрівні альбатроси (Diomedea exulans), бурі альбатроси (Phoebetria fusca), довгохвості альбатроси (Phoebetria palpebrata), майже ендемічні індоокеанські альбатроси (Thalassarche carteri), сіроголові альбатроси (Thalassarche chrysostoma) і чорноброві альбатроси (Thalassarche melanophris), пінгвінів, зокрема королівські пінгвіни (Aptenodytes patagonicus), чубаті пінгвіни (Eudyptes chrysocome filholi), золотоволосі пінгвіни (Eudyptes chrysolophus), пінгвіни-шкіпери (Pygoscelis papua taeniata), та буревісників, зокрема велетенські буревісники (Macronectes halli), гігантські буревісники (Macronectes giganteus), сірі буревісники (Procellaria cinerea), білогорлі буревісники (Procellaria aequinoctialis aequinoctialis) та блакитні буревісники (Halobaena caerulea).
Серед інших морських птахів, поширених в екорегіоні, слід відзначити фолклендського поморника (Stercorarius antarcticus lonnbergi), домініканського мартина (Larus dominicanus judithae), майже ендемічного малого пріона (Pachyptila salvini), товстодзьобого пріона (Pachyptila crassirostris eatoni), тонкодзьобого пріона (Pachyptila belcheri), антарктичного пріона (Pachyptila desolata), сніжного пріона (Pachyptila turtur), антарктичного крячка (Sterna vittata vittata), пінтадо (Daption capense capense), чорночереву фрегету (Fregetta tropica), океанника Вільсона (Oceanites oceanicus), сіроспинного океанника (Garrodia nereis), великого пуфінура (Pelecanoides urinatrix exsul), майже ендемічного георгійського пуфінура (Pelecanoides georgicus), майже ендемічного кергеленського тайфунника (Aphrodroma brevirostris), довгокрилого тайфунника (Pterodroma macroptera), білоголового тайфунника (Pterodroma lessonii) та м'якоперого тайфунника (Pterodroma mollis). Ендеміками екорегіону є кергеленські шилохвости (Anas eatoni), що гніздяться на островах Кергелен і Крозе, білоплечі баклани (Leucocarbo nivalis), що гніздяться лише на острові Герд, кергеленські баклани (Leucocarbo verrucosus), що гніздяться лише на Кергелені, маріонські баклани (Leucocarbo melanogenis), поширені на островах Принс-Едуард і Крозе, кергеленські крячки (Sterna virgata), поширені на островах Принс-Едуард, Кергелен і Крозе, а також чорнодзьобі сніжниці (Chionis minor), поширені на островах Принс-Едуард, Кергелен, Крозе і Герд.
Найбільші колонії морських птахів розташовані на островах Крозе та Принца Едварда. На островах Крозе гніздяться всі шість видів альбатросів, поширених в регіоні, а на островах Іль-о-Кошон та Іль-де-л'Ест, що входять до цього архіпелагу, — 80 % світової популяції малих пріонів (Pachyptila salvini). На островах Принца Едварда гніздиться понад 10 % світової популяції бурих (Phoebetria fusca), індоокеанських (Thalassarche carteri), сіроголових (T. chrysostoma) та мандрівних альбатросів (Diomedea exulans), а також золотоволосих пінгвінів (Eudyptes chrysolophus). З приблизно 2,23 мільйонів королівських пінгвінів (Aptenodytes patagonicus) 450 000 пар гніздяться на островах Крозе, 228 000 пар — на островах Принца Едварда, а 280 000 пар — на Кергелені. Раніше найбільша гніздова колонія цих високоспеціалізованих мезопелагічних хижаків розміщувалась на острові Кошон, однак за останні десятиліття внаслідок глобального потепління кількість королівських пінгвінів, що гніздяться на Кошоні, скоротилася з півмільйона пар у 1980-х роках до 60 000 пар у 2017 році.
Королівські пінгвіни (Aptenodytes patagonicus) є унікальними серед пінгвінів тим, що мають цикл розмноження, який триває більше року. Двома основними хижаками, що полюють на них, є фолклендські поморники (Stercorarius antarcticus), які поїдають яйця і маленьких пташенят, та гігантські буревісники (Macronectes giganteus), які можуть вполювати до 10 % пташенят. Разом з велетенськими буревісниками (Macronectes halli), гігантські буревісники є найбільшими хижаками та падальниками в екосистемі Південного океану, які поїдають пінгвінів, буревісників, мертвих тюленів, головоногих молюсків, ракоподібних і риб.
Екорегіон характеризується тим, що на його островах та у навколишніх водах співіснують споріднені антарктичні та субантарктичні види та підвиди, від планктону і риб до птахів і ссавців. Як приклад можна навести бурих альбатросів (Phoebetria fusca) та довгохвостих альбатросів (Phoebetria palpebrata), велетенських буревісників (Macronectes halli) та гігантських буревісників (Macronectes giganteus), антарктичних морських котиків (Arctocephalus gazella) та субантарктичних морських котиків (Arctocephalus tropicalis).
Субантарктичні бурі (Phoebetria fusca) та антарктичні довгохвості альбатроси (Phoebetria palpebrata) симпатрично розмножуються лише в цьому екорегіоні, на островах Принс-Едуард, Крозе та Кергелен. Для бурих альбатросів Кергелен є найпівденнішим місцем гніздування. На Маріоні та острові Принца Едварда, розташованих далі на північ, бурих альбатросів гніздиться більше, ніж довгохвостих (3150 пар порівняно з 330), тоді як на Кергелені довгохвостих альбатросів гніздиться 3000-5000 пар, а бурих альбатросів — менше 5 пар. Міжвидова конкуренція між цими двома видами низька або відсутня, і жодних зареєстрованих спроб міжвидового схрещування між ними не зафіксовано.
Однак іноді споріднені види, що розмножуються симпатрично, намагаються схрещуватися між собою. Прикладом тут виступають велетенські (Macronectes halli) та гігантські буревісники (Macronectes giganteus), невдалі спроби міжвидового схрещування між якими були зареєстровані на острові Меріон. Обидва види гніздяться на островах Принс-Едуард, Крозе та Кергелен, а також на деяких інших субантарктичних островах, таких як Південна Джорджія в Атлантичному та Маккуорі в Тихому океанах. Тоді як велетенські буревісники поширені переважно в Субантарктиці, гігантські буревісники зустрічаються також біля узбережжя Антарктиди.
Єдиними представниками родини вухачевих в екорегіоні є антарктичні (Arctocephalus gazella) та субантарктичні морські котики (Arctocephalus tropicalis), які разом влаштовують лежбища на островах Принс-Едуард, Крозе та Герд в екорегіоні, а також на острові Маккуорі. Субантарктичні морські котики переважно поширені північніше, і передусім розмножуються на островах Амстердам, Сен-Поль, Гоф та Тристан-да-Кунья, натомість антарктичні морські котики переважно поширені на південь від зони антарктичної конвергенції. Між цими морськими ссавцями також спостерігалися випадки міжвидового схрещування.
Окрім морських котиків, єдиними ластногими, які влаштовують лежбища на островах екорегіону, є південні морські слони (Mirounga leonina), найбільші ластоногі світу. На Кергелені розмножується близько 21 % від світової популяції цих тварин, а на острові Герд — понад 5 %. Після того, як на початку XX століття популяції морських котиків та морських слонів значно скоротилися внаслідок масового звіробійного промисла, популяції цих тварин почали відновлюватися. 
Взимку на пляжах острова Герд зустрічається багато морських леопардів (Hydrurga leptonyx), однак ці тюлені поширені переважно в Антарктиці, і не розмножуються на субантарктичних островах. Також взимку в екорегіоні зустрічаються антарктичні тюлені-крабоїди (Lobodon carcinophaga) та тюлені Ведделла (Leptonychotes weddellii). Серед морських ссавців, що зустрічаються у водах регіону, слід відзначити косаток (Orcinus orca), сейвалів (Balaenoptera borealis), фінвалів (Balaenoptera physalus), горбатих китів (Megaptera novaeangliae), південних китів (Eubalaena australis) та пістрявих дельфінів (Cephalorhynchus commersonii kerguelenensis). Популяція косаток, що мешкає біля берегів Крозе, розробила цікаву техніку полювання, при якій особини навмисне викидуються на берег, щоб схопити здобич. Молодих косаток вчать викидуватись на мілину конкретні, часто не пов'язані члени зграї, які спеціалізуються на навчанні. Після того, як молодняк освоїть цю навичку, старші косатки наглядають за ними та допомагають повернутися у море зі здобиччю під час перших кількох полювань.

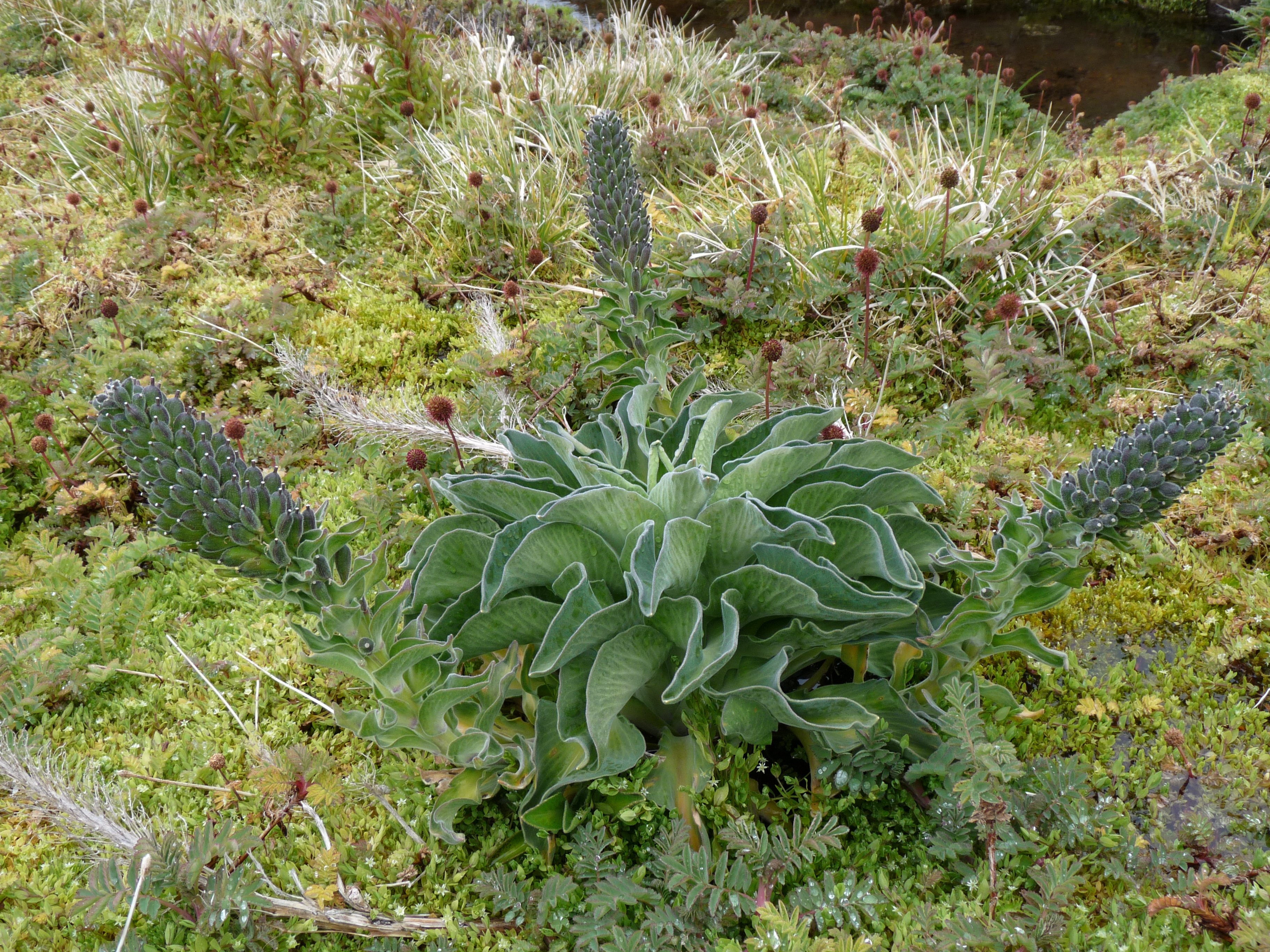
Кергеленська капуста (Pringlea antiscorbutica)
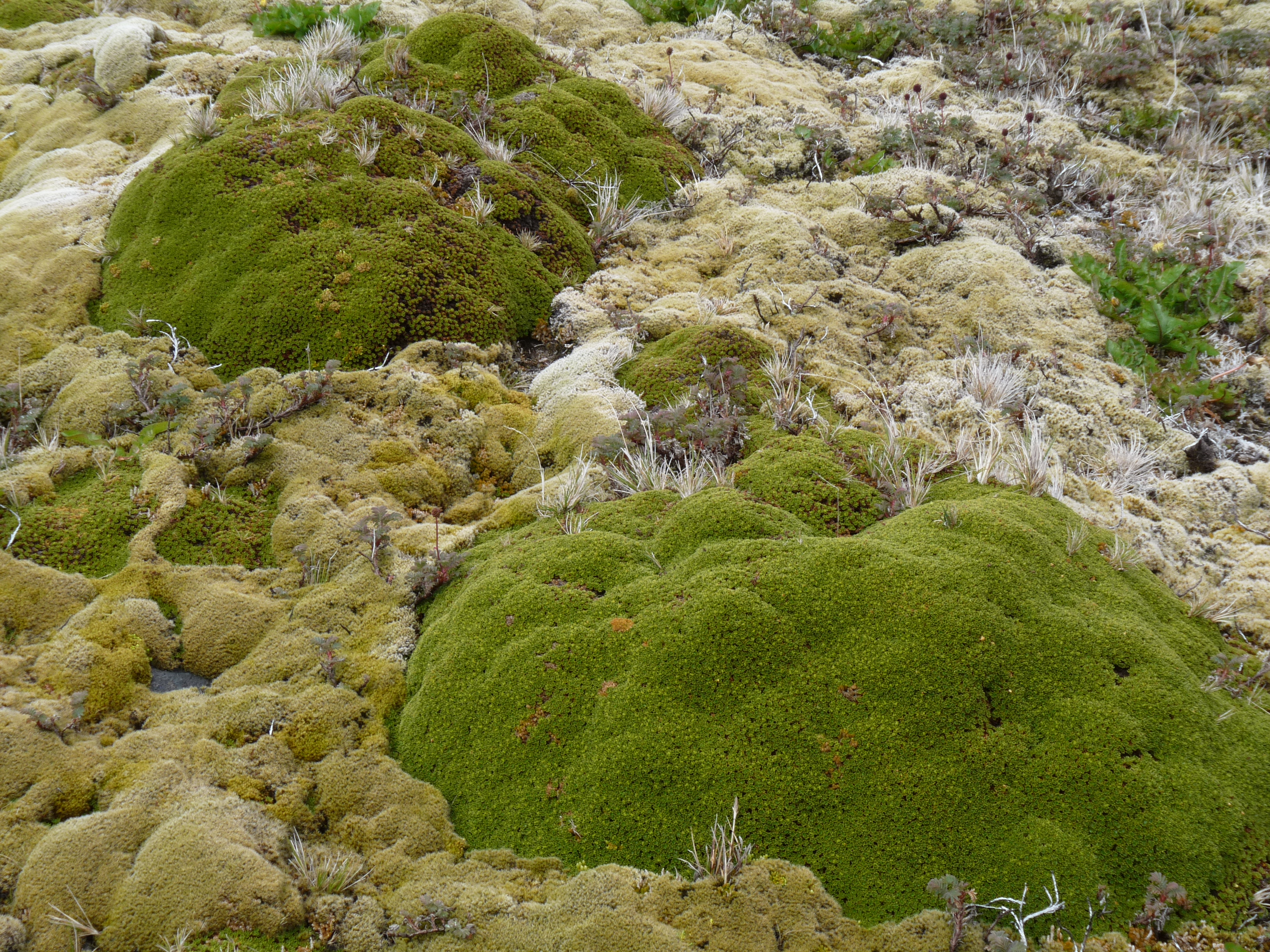
Подушкоподібна азорелла[en] (Azorella selago)
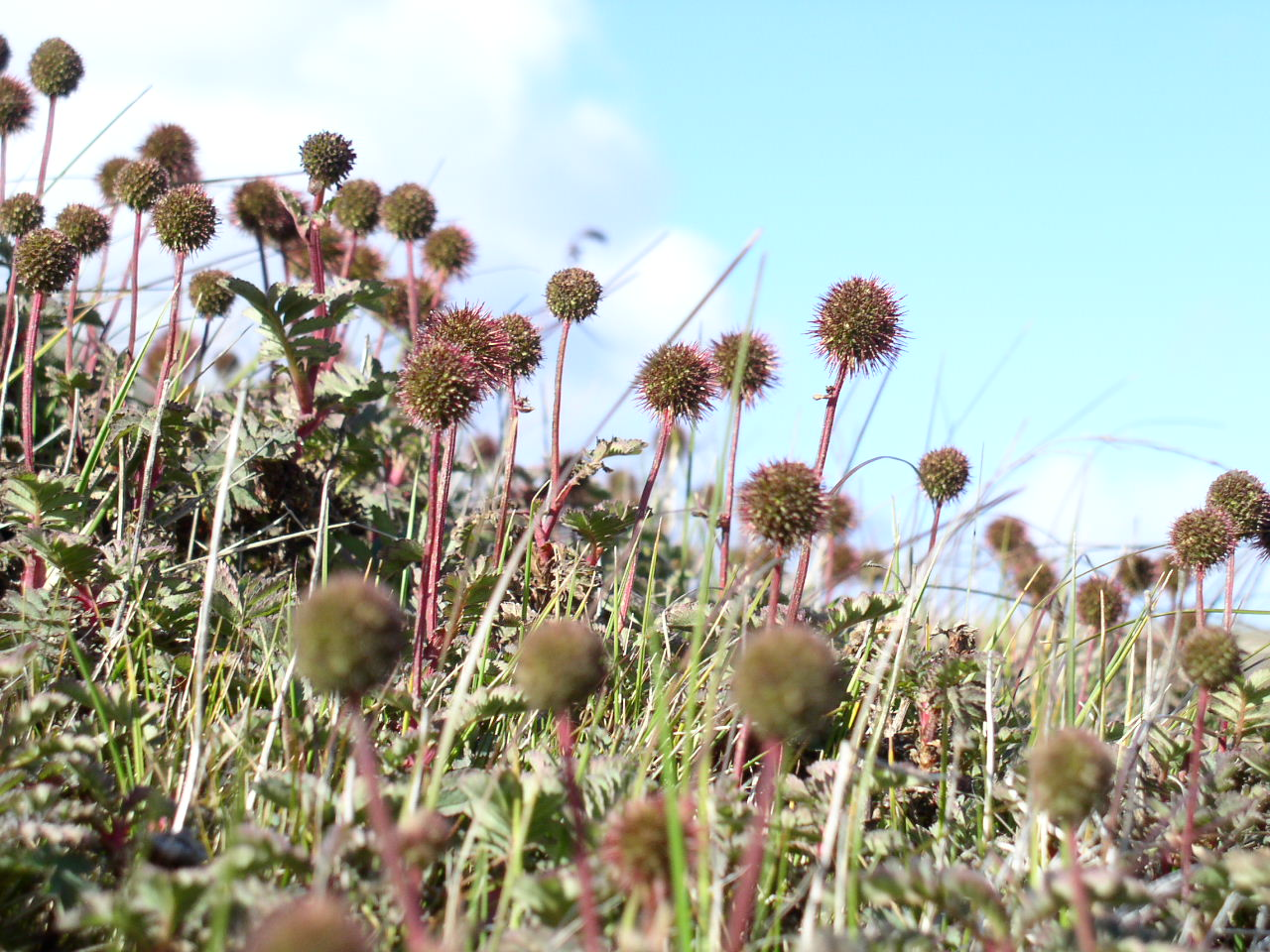
Магелланська ацена[en] (Acaena magellanica)
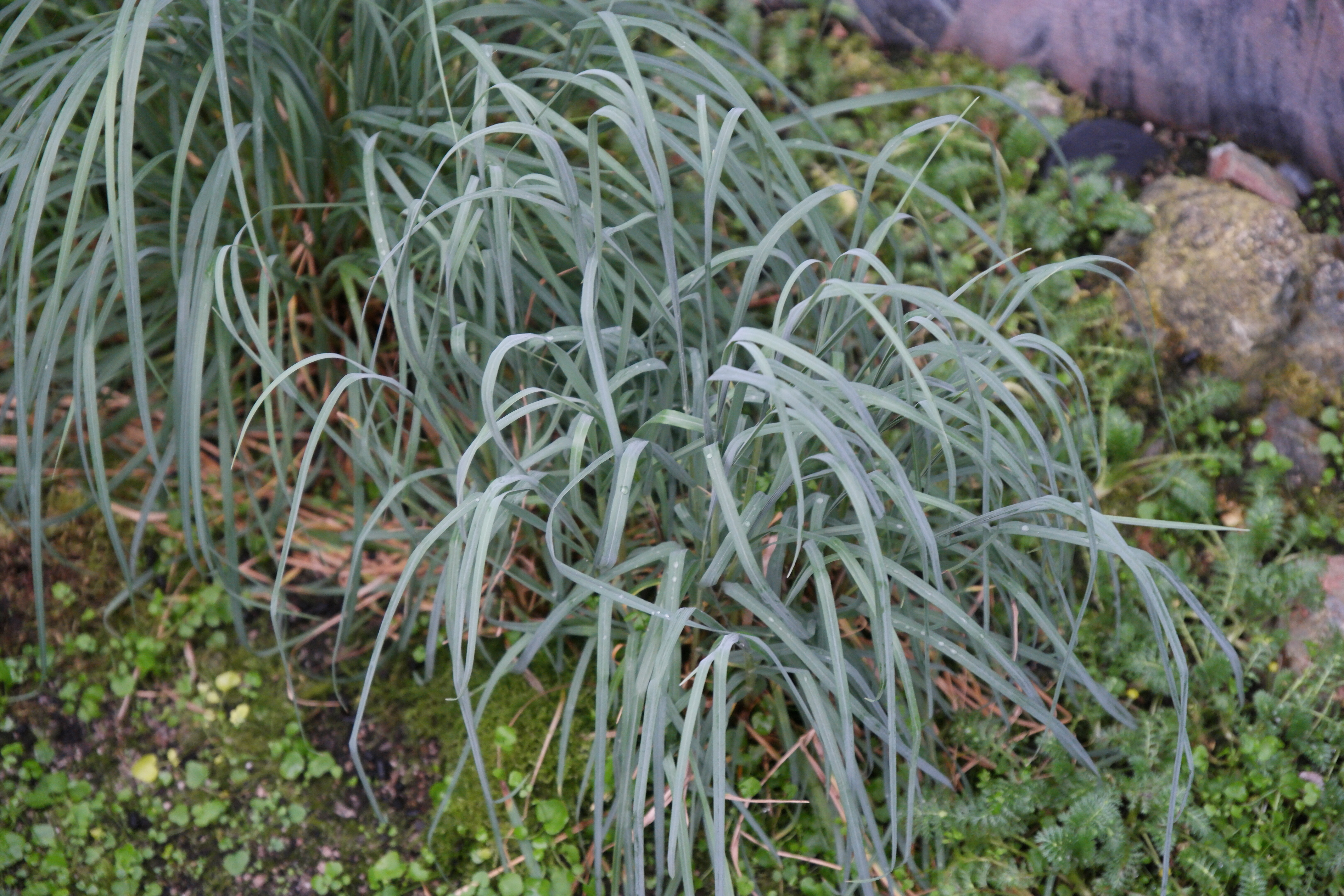
Туссок Кука[en] (Poa cookii)
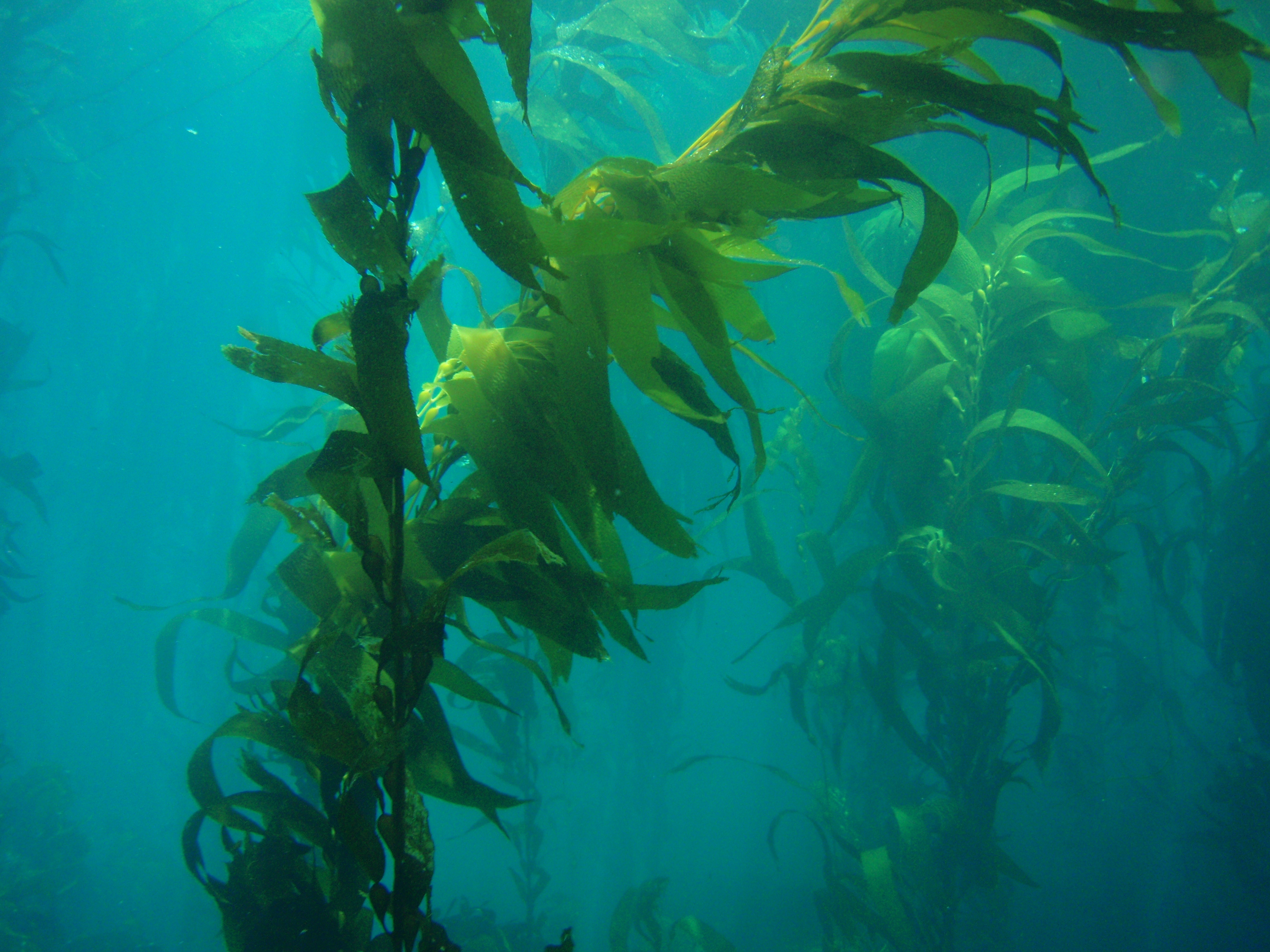
Велетенська ламінарія (Macrocystis pyrifera)
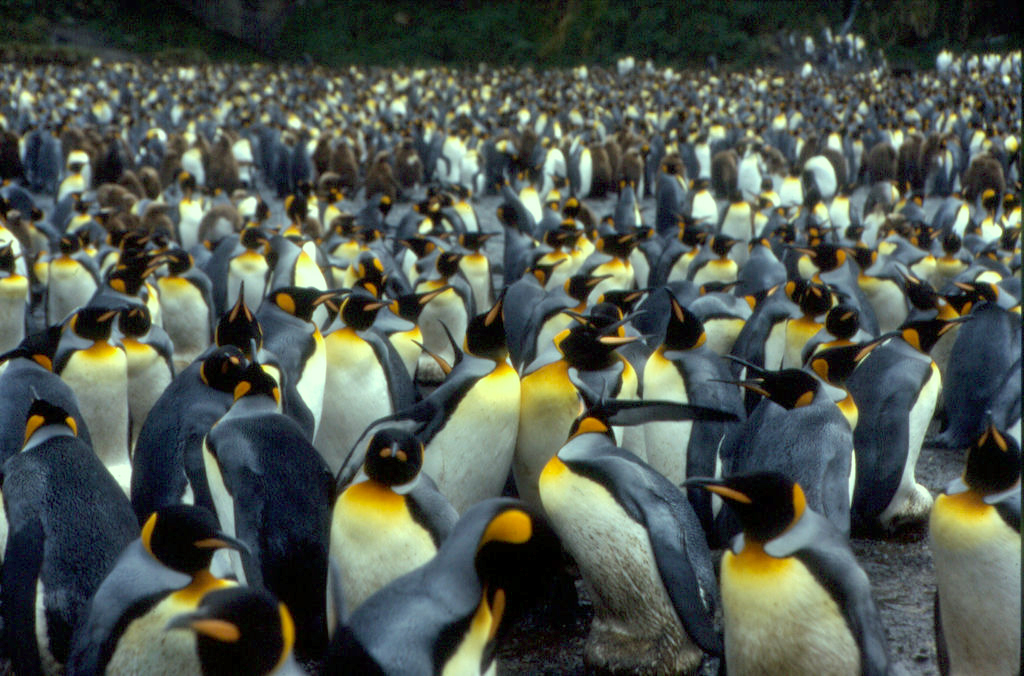
Королівські пінгвіни (Aptenodytes patagonicus)
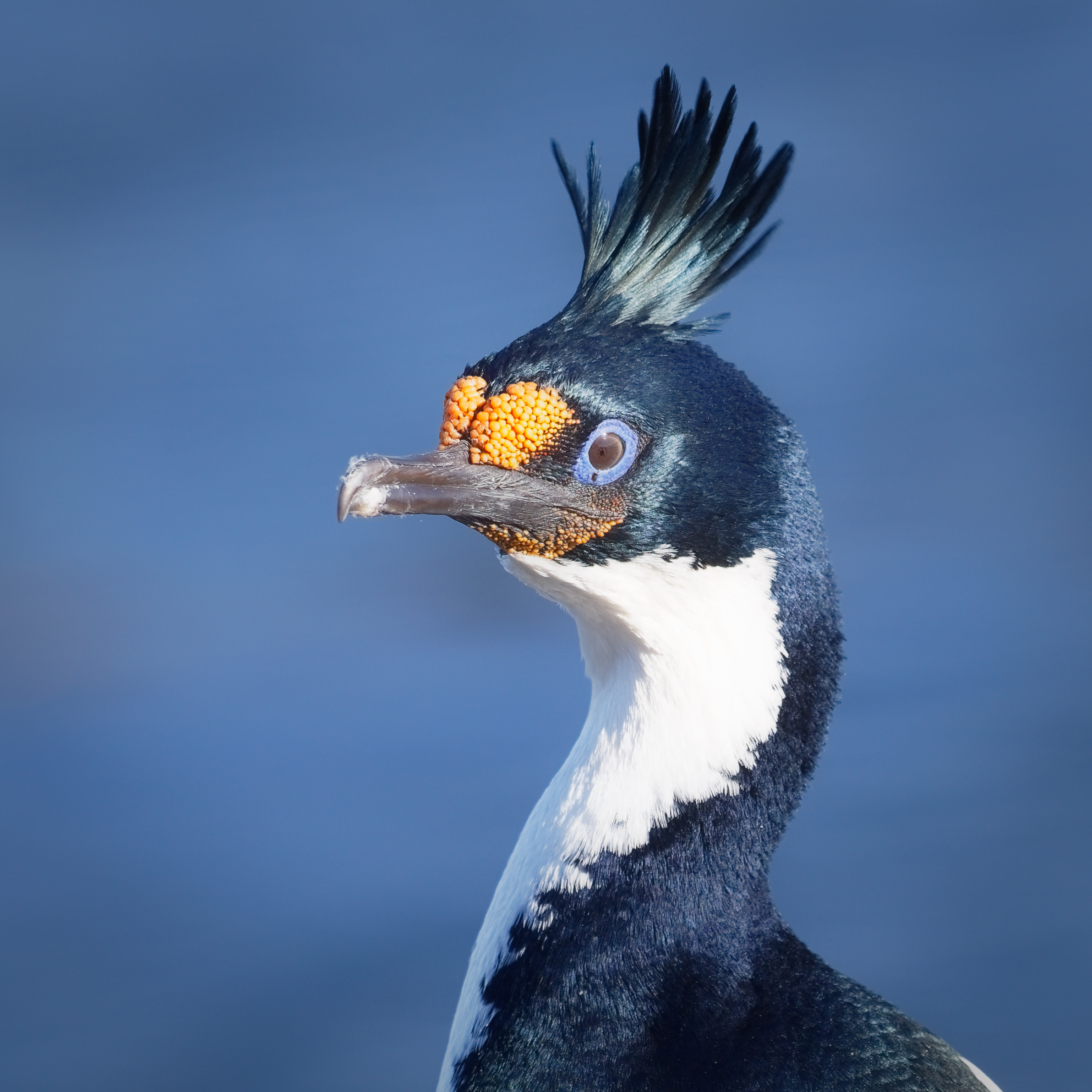
Кергеленський баклан (Leucocarbo verrucosus)
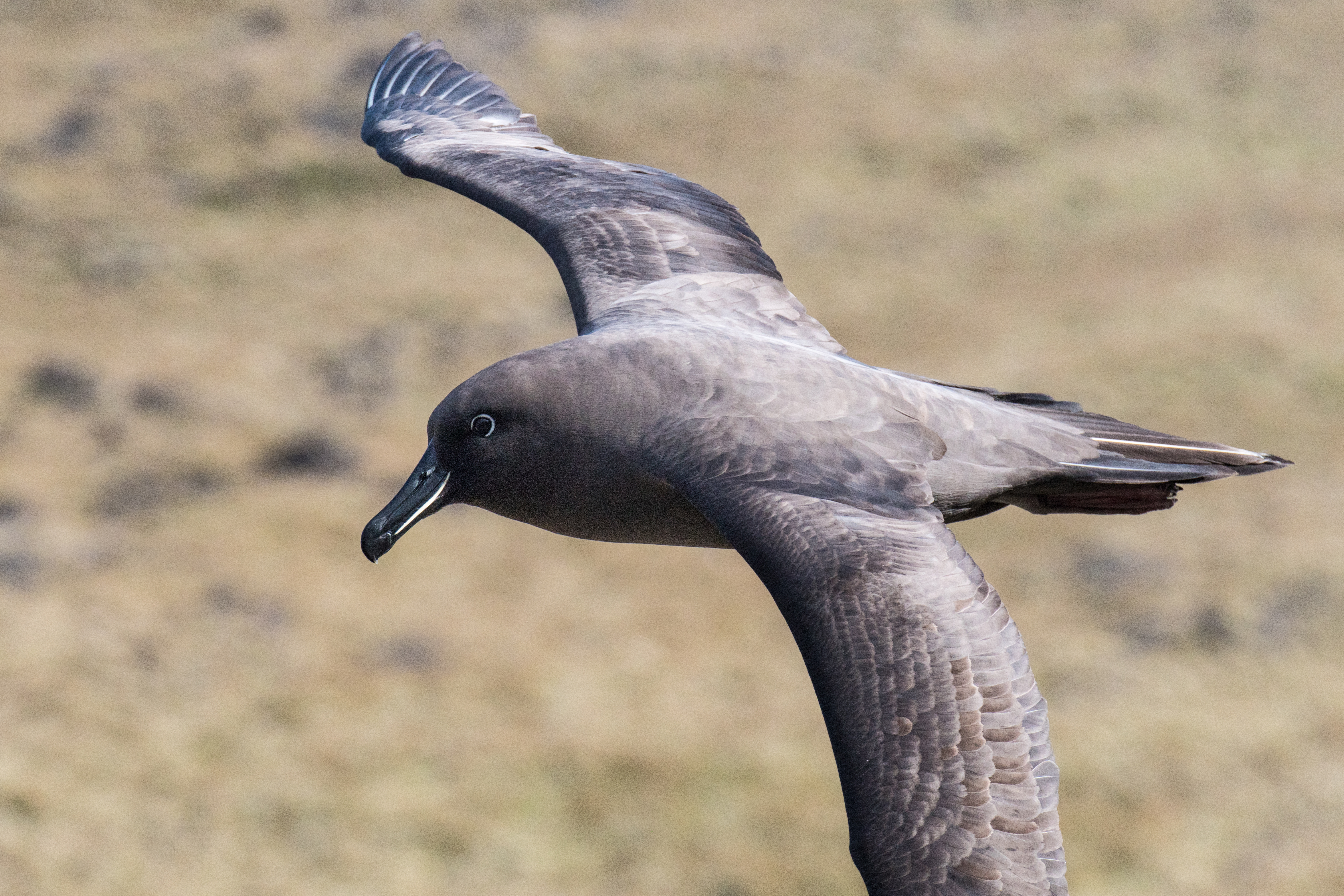
Бурий альбатрос (Phoebetria fusca)
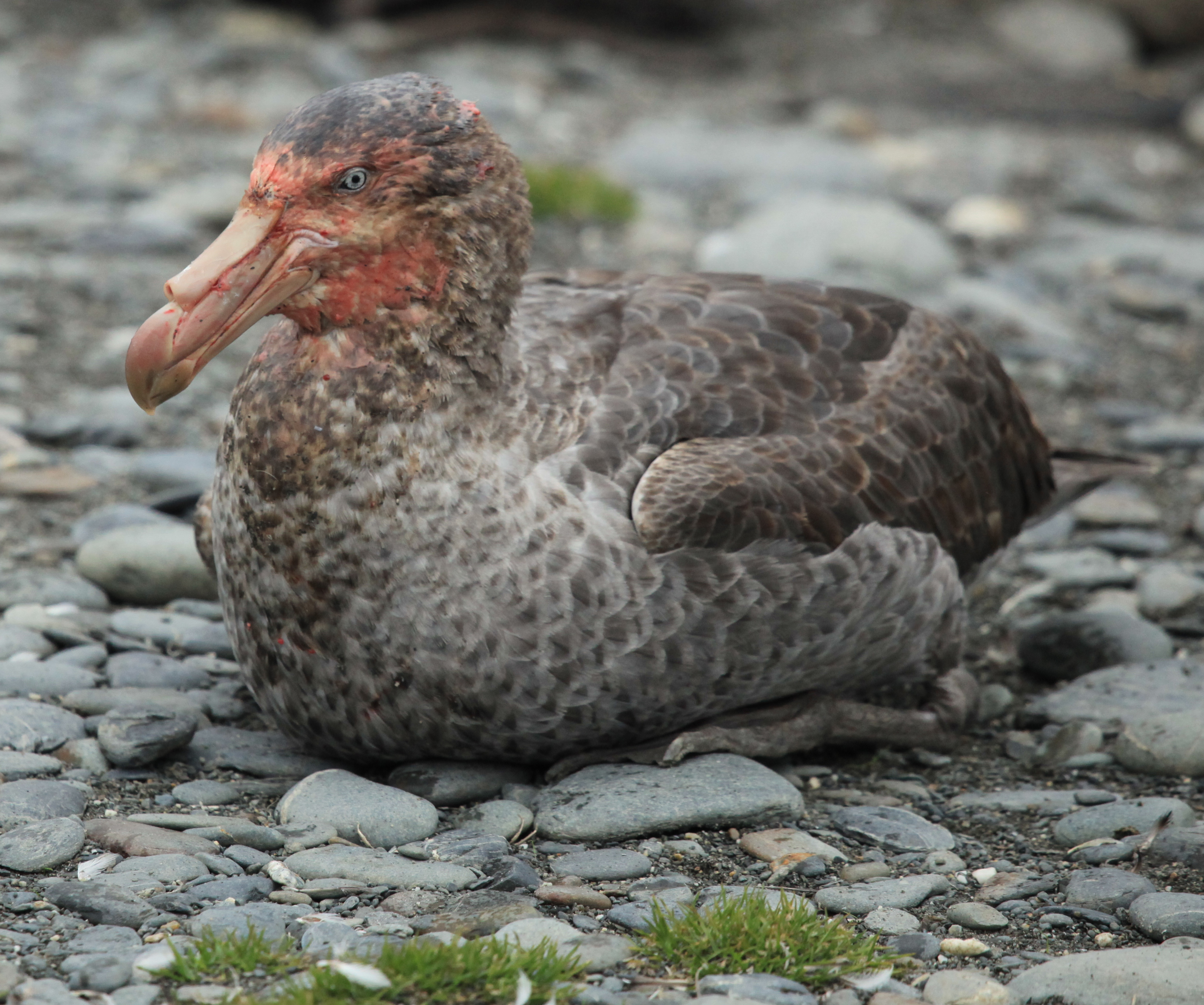
Велетенський буревісник (Macronectes halli)
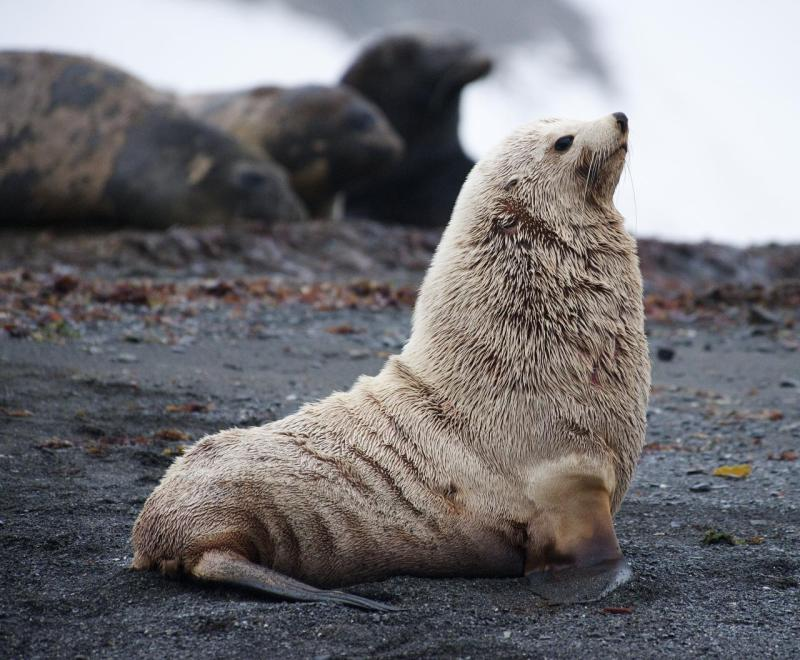
Антарктичний морський котик (Arctocephalus gazella)

## Збереження
Найбільш вражаючою рисою островів екорегіону є їх незаймана природа. Навіть науковий персонал рідко відвідує ці безлюдні острови. Однак єдиним великим субантарктичним островом, повністю вільним від інтродукованих видів рослин або тварин, є острів Макдональд. Навіть на розташованому поряд острові Герд зустрічаються два види немісцевих рослин і два види немісцевих комах. Тим не менш, екосистеми островів Герд і Макдональд є одними з найменш біологічно порушених екосистем планети. Екосистеми інших островів регіону, особливо французьких островів Кергелен та Крозе, постраждали значно більше.
Одними з найвідоміших інвазивних рослин, які зустрічаються на одному або кількох островах екорегіону, є повзуча мітлиця (Agrostis stolonifera), однорічний тонконіг (Poa annua), лучний тонконіг (Poa pratensis), джерельний роговик (Cerastium fontanum), горобиний щавель (Rumex acetosella), безпелюсткова моховинка (Sagina apetala) та середній зірочник (Stellaria media). Чужорідні рослини справляють різні ефекти на екосистеми регіону. На Маріоні деякі види, зокрема приморська сосна (Pinus pinaster), просто вимерли природним шляхом після того, як їх завезли. Деякі чужорідні види, зокрема звичайна грястиця (Dactylis glomerata), багаторічна пажитниця (Lolium perenne), лучна костриця (Lolium pratense) та лучний тонконіг (Poa pratensis), які були спеціально завезені на Кергелен для підтримки популяції інтродукованих овець, зустрічаються локально і не розширюють свій ареал. Натомість однорічний тонконіг (Poa annua) є високоінвазивним видом, який колонізував більшість субантарктичних островів екорегіону, зокрема Принс-Едуард та Герд. На Маріоні цей вид колонізує ділянки з дуже щільними ґрунтами, де немає місцевих видів-конкурентів. Особливо добре однорічний тонконіг почувається на островах, де зустрічаються інтродуковані травоїдні тварини, що знищують місцеву рослинність. Серед інших інтродукованих видів рослин, які здатні витісняти місцеві види, слід відзначити повзучу мітлицю (Agrostis stolonifera) та безпелюсткову моховинку (Sagina apetala).
На островах екорегіону науковці реєструють чужорідних безхребетних, деякі з яких встигли натуралізуватися. Серед багатьох безхребетних прибульців окремої згадки заслуговує капустяна міль (Plutella maculipennis). Вона вперше була зареєстрована на острові Маріон, і її присутність там може мати серйозні наслідки для ендемічної кергеленської капусти (Pringlea antiscorbutica), цілі насадження якої можуть бути знищені моллю.
У річках та струмках Маріону, островів Крозе та Кергелену здійснювалися спроби інтродукції лососевих риб. Ці спроби виявилися успішними лише на Кергелені, де є відносно великі річки. Шість акліматизованих видів лососевих риб — струмкова форель (Salmo trutta), атлантичний лосось (Salmo salar), американська палія (Salvelinus fontinalis), озерна палія (Salvelinus namaycush), райдужна форель (Oncorhynchus mykiss) та кижуч (Oncorhynchus kisutch) — колонізували різноманітні середовища на Кергелені. У тамтешніх річках ніколи не було місцевої риби, а на вершині лімнологічних харчових ланцюгів знаходився зоопланктон, як показали дослідження на Маріоні. Інтродуковані риби здійснюють помітний вплив на фауну безхребетних Кергелену.
Острови Герд і Макдональд та острів Принца Едварда не постраждали від інтродукції ссавців. На острів Маріон за кілька століть було завезено кілька видів ссавців, з яких вижили та акліматизувалися два види — хатні миші (Mus musculus) та свійські коти (Felis catus). Здичавілі коти, ймовірно, завдали найбільшої шкоди серед усіх інтродукованих видів на Маріоні. Ці тварини були завезені на острів у 1949 році в цілях боротьби з гризунами на місцевій метеорологічній станції. Швидке зростання чисельності котів і той факт, що улюбленою здобиччю котів були птахи, а не миші, призвело до локального вимирання великих пуфінурів (Pelecanoides urinatrix), а популяції трьох видів птахів — довгокрилих тайфунників (Pterodroma macroptera), м'якоперих тайфунників (Pterodroma mollis) та сірих буревісників (Procellaria cinerea) — значно скоротилися. На мишей коти полювали у великій кількості лише у ті періоди року, коли птахів на островах було мало. Уряд Південно-Африканської Республіки провів надзвичайно успішну кампанію, під час якої котів поперемінно відловлювали, заражали панлейкопенією, отруювали та відстрілювали. Врешті-решт коти на Маріоні були винищені, що стало першим випадком успішного знищення котів на субантарктичному острові. Востаннє кота спостерігали на острові у 1991 році, після чого популяції буревісників, які сильно постраждали від котів, почали відновлюватися, а великі пуфінури знову почали гніздитися на Маріоні.
Єдиним інвазивним видом ссавців, який залишився на Маріоні, є хатня миша (Mus musculus), завезена туди на початку XIX століття. Ці всеїдні тварини харчуються, зокрема, макробезхребетними, такими як метелики, довгоносики, дощові черв'яки, равлики та слимаки, які відіграють важливу роль у вивільненні неорганічних поживних речовин, що містяться в рослинній підстилці. Таким чином, присутність на острові мишей має негативні наслідки. Чисельність хатніх мишей на Маріоні останнім часом збільшується внаслідок глобального потепління та видалення з острова котів. Це спричиняє додатковий тиск на макробезхребетних, таких як нелітаючі маріонські молі (Pringleophaga marioni), які виступають здобиичю для мишей, що, у свою чергу, негативно впливає на рослинні угруповання та птахів. Миші також фізично пошкоджують самі рослини, зокрема подушкоподібні азорелли (Azorella selago).
На островах Кергелен та Крозе зустрічається набагато більше видів чужорідних ссавців, п'ять з яких (коти, кролики, північні олені, вівці та муфлони) були завезені на архіпелаги навмисно.
Європейські кролі (Oryctolagus cuniculus) зустрічаються на обох французьких архіпелагах, куди вони були завезені у XIX столітті з метою забезпечення свіжою їжею моряків, які могли зазнати корабельної аварії. Після того, як у 1874 році на Кергелен були завезені кролики, рослинний покрив архіпелагу був замінений на моновидові луки, на яких домінує магелланська ацена (Acaena magellanica). Килими подушкоподібіної азорелли (Azorella selago), які є улюбленими місцями розмноження буревісників, збереглися лише на деяких ізольованих острівцях, куди не дісталися кролики. Практично така ж доля спіткала й кергеленську капусту (Pringlea antiscorbutica). Знищення природного рослинного покриву островів призвело до значного збільшення ерозії. Після того, як у 1990-х роках на деяких острівцях кролики були винищені, луки магелланської ацели були замінені на різнотравні луки, на яких домінували інтродуковані однорічні тонконоги (Poa annua), джерельні роговики (Cerastium fontanum) та звичайні кульбаби (Taraxacum officinale). Основний вплив кролів є непрямим. Ці тварини є основним джерелом їжі для котів взимку, що дозволяє популяції котів залишатися відносно високою поза сезоном розмноження птахів.
Два види гризунів, хатні миші (Mus musculus) та чорні пацюки (Rattus rattus) були завезені на архіпелаг Крозе у XIX столітті. На Кергелен миші були завезені приблизно в цей же час, однак пацюки потрапили на архіпелаг лише у XX столітті. На Крозе чорні пацюки полюють на пташенят і яйця невеликих буревісників. Можливо, вони відповідальні за зникнення блакитних буревісників (Halobaena caerulea), сіроспинних океанників (Garrodia nereis) та кергеленських тайфунників (Aphrodroma brevirostris) на острові Іль-де-ла-Посесьон, заселеному щурами. Серед інших видів буревісників, що гніздяться на цьому острові, спостерігається висока смертність, однак ті види, що гніздяться на висоті понад 400 м над рівнем моря, продовжують робити це у великій кількості. На Кергелені пацюки здебільшого зосереджені поблизу людських поселень, і тому завдають незначної шкоди місцевій орнітофауні.
Свійські коти (Felis catus) були завезені на Кергелен у 1956 році, як і у випадку острова Маріон, з метою контролю чисельності гризунів. Однак, як і на острові Маріон, здичавілі коти полюють не тільки на інтродукованих мишей та кроликів, але й на буревісників, а дослідження 1976 року показало, що птахи становили основу раціону котів. На Кергелені це не призвело до вимирання місцевої орнітофауни, оскільки пташині колонії вижили на невеликих острівцях, розташованих поблизу Гранд-Тера, куди не дісталися коти.
Острів Кошон — єдиний острів архіпелагу Крозе, куди у період до 1887 року були інтродуковані коти. Ці хижаки призвели до локального вимирання білогорлих буревісників (Procellaria aequinoctialis), сірих буревісників (Procellaria cinerea) та тайфунників. Коти відповідальні за скорочення популяції кергеленських шилохвостів (Anas eatoni), які зустрічаються лише на архіпелагах Кергелен і Крозе. Вони не можуть протиснутись у нори дрібних буревісників, оскільки ті завузькі для них, і натомість повинні покладатися на схоплення здобичі, коли птахи прилітають або відлітають з колонії. Це дозволило дрібним малим пріонам (Pachyptila salvini), сніжним пріонам (Pachyptila turtur) та георгійським пуфінурам (Pelecanoides georgicus) залишатися численними на острові Іль-о-Кошон.
У 1952 році на Кергелен були завезені свійські вівці (Ovis aries) породи бізе. Їх використовували як джерело їжі для працівників наукової станції. У 1972 році для збільшення чисельності овець на острови були завезені різні чужорідні кормові трави. Велика кількість овець витоптує подушкоподібні азорелли (Azorella selago), кергеленську капусту (Pringlea antiscorbutica) та інші рідкісні рослини. Це ж стосується і корсиканських муфлонів (Ovis aries musimon) — диких овець, які були завезені на острівець От  у 1957 році. З 1970-х років на муфлонів регулярно полювали. Муфлони постраждали від конкуренції за ресурс з іншими інтродукованими ссавцями — північними оленями (Rangifer tarandus) — а також від полювання, але отримали вигоду від впровадження згаданих вище кормових трав. Північні олені були завезені на два невеликі острівці Кергелену зі шведської Лапландії у 1950-х роках. Олені — гарні плавці, і тому незабаром вони переправилися на основний острів Гранд-Тер, де їх популяція почала збільшуватися і досягла приблизно 4000 особин. Північні олені змогли вижити завдяки своїй здатності отримувати достатню кількість поживних речовин із лишайників та мохів, однак їх присутність негативно вплинула на флору архіпелагу, зокрема на подушкоподібну азореллу (Azorella selago), яка є для них основним джерелом їжі. В районах, де проживають олені, вони практично знищують лишайниковий покрив, однак після того, як вони переміщуються в іншу частину острова, лишайники відновлюються. Олені Кергелену є єдиною популяцією північних оленів у Південній півкулі, після того як на Південній Джорджії олені були винищені. Вівці бізе та муфлони Кергелену були винищені у 2010-х роках в рамках кампанії по боротьбі з інтродукованими видами.
Іншою екологічною проблемою екорегіону, окрім поширення інтродукованих видів тварин і рослин, є масовий рибний промисел, передусім зосереджений на вилові патагонського іклача (Dissostichus eleginoides). Наприкінці 1990-х та на початку 2000-х років масовий незаконий вилов цієї риби призвів до скорочення популяції південних морських слонів (Mirounga leonina). Біологічно значуща кількість птахів гине від гачків, встановлених під час ярусного лову. Особливо страждають великі морські птахи, зокрема сіроголові альбатроси (Thalassarche chrysostoma) та білогорлі буревісники (Procellaria aequinoctialis). Дослідження, проведені на островах Крозе показали, що діапазон пошуку їжі білогорлими буревісниками є найдовшим серед усіх морських птахів. Це робить їх, як і інших морських птахів, особливо вразливими до рибного промислу, який ведеться поза межами морських природоохоронних територій.
Іншим негативним фактором, який загрожує природі регіону, є забруднення. У 1992 році на архіпелазі Крозе було знайдено 200 королівських пінгвінів (Aptenodytes patagonicus), забруднених нафтою, а у 1980 році радянський танкер розлив 600 тон нафти після того, як сів на мілину північніше Кергелену. Королівські пінгвіни надзвичайно вразливі до шумового забрудення, яке викликає у них сильний стрес. Так, будівельні роботи, які проводилися на острові Іль-де-ла-Посесьон, змусили птахів, що гніздилися у цьому районі, переселитися в інше місце.
Ще одним фактором, який може негативно вплинути на природу регіону, є глобальне потепління. Зміни клімату можуть призвести до колонізації островів новими організмами та вплинути на успіх розмноження птахів. Також можливе зникнення поточних екологічних обмежень для вже інтродукованих прибульців, наприклад, мишей на острові Маріон.
Постійне населення на островах екорегіону відсутнє. У XIX столітті вони були базами китобійного та звіробійного промислу, а з середини XX століття на них розгорнулася наукова діяльність. На острові Маріон існує науково-дослідницька станція Південно-Африканської національної антарктичної програми, персонал якої нараховує 18 осіб. У 1997 році острови Принс-Едуард були оголошені Рамсарським водно-болотним угіддям, а у 2003 році — спеціальною природоохоронною територією. Води, що оточують архіпелаг, у 2013 році були визнані морською природоохоронною територією. Також архіпелаг визнаний важливою орнітологічною територією.
Перша дослідницька станція на островах Крозе була відкрита у 1961 році, а сучасна станція Альфред-Фор на острові Іль-де-ла-Посесьон була відкрита у 1963 році. На станції працює від 18 до 30 людей, залежно від сезону. На Кергелені наукова діяльність ведеться постійно з 1950 року. Тут, на території бази Порт-о-Франсе, живе від 45 до 120 працівників. Кілька менших наукових станцій розкидані по архіпелагу. Острови Крозе разом з архіпелагом Кергелен є частиною Національного природного заповідника Французьких Південних Територій. Вони визнані Рамсарськими водно-болотними угіддями міжнародного значення та важливими орнітологічними територіями.
Лише на островах Герд та Макдональд немає постійних наукових станцій, хоча їх час від часу відвідують наукові експедиції. Ці острови є важливою орнітологічною територією, а у 2002 році вони були визнані морським заповідником. Завдяки незайманій природі острови Герд та Макдональд у 1997 році були внесені до списку Світової спадщини ЮНЕСКО. У 2019 році до цього ж списку були включені й Французькі Південні і Антарктичні Території, зокрема острови Кергелен та Крозе.